# Cheruskere
Cheruskere (Cherusci) var en germansk stamme som eksisterede fra 100-tallet f.Kr. til 300-tallet e.Kr., og som først blev omtalt af Julius Cæsar. De var bosatte mellem floderne Weser og Elben, den nordlige Rhindal og sletterne og skovene i det nordvestlige Germanien, omtrent svarende til området mellem nutidens tyske byer Osnabrück og Hannover. Til sidst synes det som om, at de gik op i et germansk stammeforbund af saksere. Sammen med andre germanske stammer blev de ledede af Arminius i et berømt slag mod romerne, slaget ved Teutoburgerskoven i år 9 e.Kr. og kæmpede i årene 15 og 16 e.Kr. mod Germanicus’ romerske hær.

## Etymologi
Opprindelsen til navnet "cheruskere/heruskere" er ikke klar. Forskningen har fremsat flere teorier. Historikeren og filologen Jacob Grimm så en forbindelse til det gotiske ord hairus bzw for "sværd", afledt fra *xeru- og *skaz fra indoeuropæiske -skos (latinsk -scus). Det urgermanske ord vil da sandsynligvis have været *Xeruskōz. Det norrøne ordet horskr for sværd er en anden mulig sammenhæng. Andre, som forskerne Rudolf Much, Edward Schröder og Otto Höfler, ser det som mere sandsynligt, at ordet er afledt af det germanske ordet herut (tysk hirsch, norsk hjort). Dette er begrundet blandt andet med den betydelige rolle, som hjorten havde i germansk symbolik. Denne vurderingen regnes i dag som den mest sandsynlige.

## Rom møder cheruskerne
De første historiske vidnesbyrd om cheruskerne forekommer i Bog 6.10 af Julius Cæsars Commentarii de Bello Gallico (Gallerkrigen), som omhandler hændelser i året 53 f.Kr. Cæsar fortæller, at han krydsede Rhinen for at straffe den germanske stamme sveberne for at sende hjælp til den galliske stamme trevererne. Han nævner, at Bacenisskoven skilte cheruskernes område fra svebernes område. I år 12 f.Kr. blev cheruskerne underkastede romerne sammen med andre germanske stammer.
Da Rom forsøgte at ekspandere ind i nordlige Europa nord for Rhinen, benyttede romerne krigere fra cheruskerne, og for en tid blev stammen betragtet som en romersk allieret. På denne tid var stammen delt mellem lederen, som kendes under hans latinske navn Arminius, og en anden leder, som kaldes Segestes. Arminius, som selv var militært trænet af romerne, argumenterede for at bryde alliancen med Rom og erklære uafhængighed, mens Segestes ønskede at være loyal over for Rom. En gang omkring år 8 e.Kr. havde Arminius fået overtaget og begyndte at planlægge oprør. Segestes skal efter sigende have advaret Gallias guvernør Publius Quinctilius Varus gentagne gange om det planlagte oprør, men Varus afslog at handle før, at oprøret var et faktum.
I år 9 i slaget ved Teutoburgerskoven ledede Arminius en hær af allierede germanske stammer (cheruskere, marsere, chattere, brukterere, chaukere, og sugambrere), som lagde sig i baghold for en stor romersk hær på omkring 30.000 mand, bestående af 17., 18. og 19. legion, kommanderede af Varus. Slaget varede i tre dage, og samtlige romere blev slået ihjel. Legionernes ørnesymbol og fane, af stor symbolsk betydning for romerne, gik tabt. Varus begik selvmord ved at kaste sig på sværdet. Numrene for de tre legionerne, XVII, XVIII og XIX, blev aldrig siden brugt. Ingen af officererne overlevede. 18.000 af hæren var romerske borgere. Nederlaget var et chock for romerne. Et af navnene på officererne er fortsat bevaret, efter som han fik en mindesten efter sig. Mindestenen fortæller, at centurion Marcus Caelius, født i Bologna, faldt i Varuskrigen i en alder af 52 og et halvt år gammel.
Længe var denne minnesten det eneste sikre arkæologiske spor af slaget, men i 1868 blev der fremgravet vognlæs bestående af et antikt sølvservice, som vejede 54 kg og bestod af 60 skåle, bræt, kander, fade og lignende, producerede i Italien i begyndelsen af kejser Augustus’ regeringstid. Det blev fundet i Hildesheim ved floden Leine i cheruskernes stammeområde og i det samme område, som Varus og hans mænd mistede livet. Germanicus fandt tilbage til slagmarken i Teutoburgerskoven i år 15, seks år efter slaget, og i henhold til Tacitus:
"Mellem disse lå blegede knogler spredt for alle vinde eller i bunker, alt efter om de stammede fra dem som havde været på flugt, eller fra dem som havde gjort modstand. Spredt overalt lå stykker af spyd og heste, mens menneskekranier var bankede op i træerne. I lundene omkring så man barbarenes altre, hvor de havde slagtet officerer og befal (...) og der havde Varus fået sit første sår og her havde han tabt sit liv med sin egen uheldsvangre hånd. De fortalte også om stedet hvor Arminius havde holdt sin brændende tale...».
Siden har arkæologerne afdækket mere end 700 genstande, som kan knyttes til romersk tilstedeværelse. Det hersker ingen tvil om hvor, slaget stod.
Efter, at de germanske lejesoldater i den romerske hær deserterede i år 14, besluttede Germanicus at drage ind i Germanien for at genoprette romersk ære. I år 15, efter et hurtig anfald mod chatterne, vendte han sig mod cheruskerne. Han modtog en bøn om redde Segestes, som var belejret af Arminius. Segestes blev reddet sammen med en gruppe af sine slægtninge og andre, blandt andet Thusnelda, datter af Segestes, men også hustru til Arminius. Germanicus sparede dem og gav dem jordejendomme i Gallien. Thusnelda blev sendt til Rom, hvor hun fødte Arminius’ søn og forsvandt der efter fra de historiske optegnelser. Germanicus fandt der efter stedet for slaget i Teutoburgerskoven som nævnt tidligere. Hans mænd gravlagde de døde og byggede en gravhøj.
En række slag fulgte. Arminius påførte romerne store tab og synes at have fået overtaget, men i år 16 besejrede Germanicus germanerne ved et sted kaldet "Idistaviso" og på ny i år 18 i slaget ved den angrivarianske mur. Han formåede dog ikke at tage Arminius til fange. I år 19 bad chatternes høvding Adgandestrius Rom om tilladelse til at forgifte Arminius. I henhold til Tacitus skal kejser Tiberius have afslået anmodningen af ædle grunde, at "romerne tager hævn på sine fjender, ikke ved snigende tricks, men åbent med våbenmagt". Arminius kom i voksende grad i konflikt med andre stammer. Hans modstandere anklagede ham for at gøre sig selv til konge. I år 21 bukkede Arminius under for forræderi, i henhold til Tacitus, og en underkonge for germanerne blev udpeget af Rom.

## Eftervirkninger
Efter Arminius' død overlod romerne cheruskerne mere eller mindre til sig selv. I år 47 bad de Rom om at sende Italicus, en nevø af Arminius, for at blive deres konge, da en borgerkrig havde udryddet deres adel. Italicus var indledningsvis vellidt, men da han var vokset op i Rom som en romersk borger, mistede han snart tilliden.
Under den forsigtige kejser Hadrian blev bygget Limes-befæstninger for at lukke åbningen mellem flodgrænserne og hindre overfald og hærtogter fra oprør i det ustabile Germanien.
Cheruskerne forsvinner der efter ud af historien som navn på en stamme, og de indgik antagelig i den større saksiske folkegruppe.